# 希臘葡萄酒

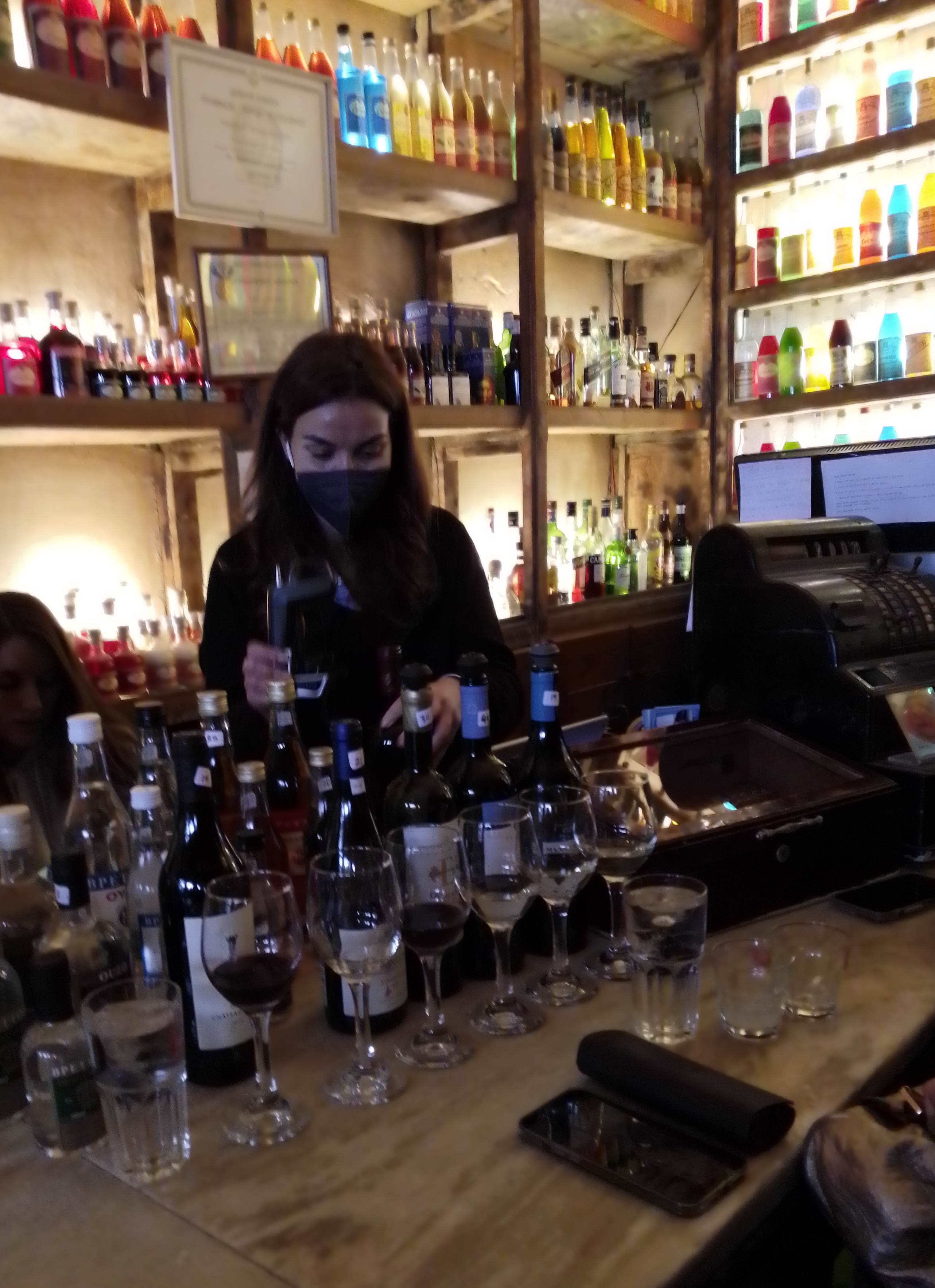
雅典奥多斯基达那永布雷托斯酒厂的希腊葡萄酒

希臘葡萄酒：希臘是世界上釀造葡萄酒歷史最久的國家之一，可以追溯至6500年前，是世界歷史第二古老的發現葡萄遺跡的國家。在古代和中世紀時期，葡萄酒是希臘重要的貿易產品。很多希臘葡萄酒都是家庭或社區生產。希臘葡萄酒的主要產區是地中海沿岸。